# Су-35

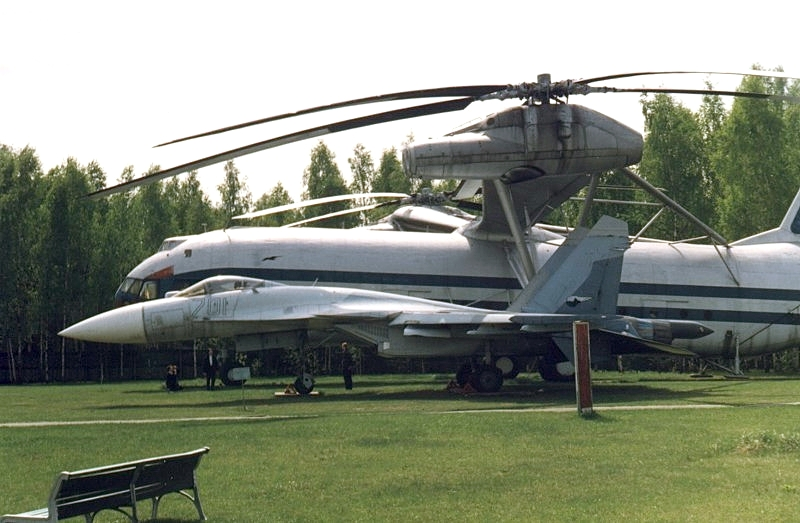
Т-10М-1 в експозиції Центрального музею ВВС

Якщо Ви шукаєте статтю про оновлений багатоцільовий винищувач Су-35 (заводський шифр Т-10БМ) — див Су-35С.
Су-35 (Су-27М, заводський шифр Т-10М) (за кодифікації НАТО: Flanker-E) — радянський/російський багатоцільовий винищувач четвертого покоління. Розроблений в ДКБ Сухого як подальший розвиток Су-27. Генеральний конструктор Су-35 — Михайло Петрович Симонов. Перший політ здійснений 28 червня 1988 року (прототип Т-10М-1). Виліт першого серійного літака відбувся 1 квітня 1992 року. У першій половині 1990-х років було випущено 12 прототипів, згодом програма була припинена на користь розробки Су-37 (згодом і ця програма була згорнута у зв'язку з катастрофою дослідного екземпляра). У 2005 році вирішено відновити розроблення Су-35, оновлений винищувач одержав індекс Су-35БМ. Серійний винищувач для ПКС Росії має назву Су-35С.

## Модифікації
Модифікації Су-35 (в порядку їх появи):
- Су-35 (перший політ 28 червня 1988);
- Су-37 (перший політ 2 квітня 1996 року);
- Су-35УБ (перший політ 7 серпня 2000 року)[3];
- Су-35БМ (перший політ 19 лютого 2008 року).

## Тактико-технічні характеристики

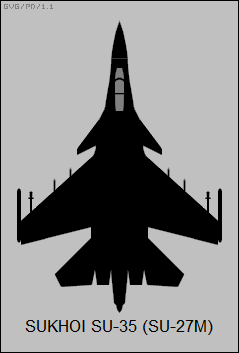
Су-35, вид зверху

### Технічні характеристики
- Екіпаж: 1 людина
- Довжина: 22,18 м
- Розмах крила: 14,70 м
- Висота: 6,43 м
- Площа крила: 62,04 м²
- Кут стрілоподібності по передній кромці: 42°
- Маса:
  - Порожнього: 18400 кг
  - Нормальна злітна маса: 25700 кг
  - Максимальна злітна маса: 34000 кг
- Двигун:
  -  Тип двигуна:турбореактивний двоконтурний з форсажною камерою і керованим вектором тяги
  - Модель: АЛ-31Ф/АЛ-31ФМ/АЛ-31ФП/АЛ-31ФУ/АЛ-35МЛ
  - тяга:
    - Максимальна: 2 × 7670 кгс
    - На форсажу: 2 × 12500/12800/12500 кгс

  - Маса двигуна: 1520 кг
  - Керування вектором тяги:
    - Кути відхилення вектора тяги: ±16° в будь-якому напрямку, ±20° у площині
    - Швидкість відхилення вектора тяги: 60°/с

### Льотні характеристики
- Максимальна швидкість:
  - На висоті: 2500 км/год (2,35 М)
  - Біля землі: 1400 км/год (1,17 М)
- Крейсерська швидкість: 800–950 км/год (0,75–0,9 М)
- Дальність польоту:
  - Без дозаправки: 3400 км
  - З однією дозаправкою: 6300 км
  - Бойовий радіус: 1600 км
- Практична стеля: 18000 м
- Швидкопідйомність: 19500 м/хв
- Максимальне експлуатаційне перевантаження: +9 g
- Навантаження на крило:
  - При нормальній злітній масі: 414 кг/м²
  - При максимальній злітній масі: 548 кг/м²
- тягооснащеність:
  - При нормальній злітній масі: 0,97
  - При максимальній злітній масі: 0,74

### Озброєння
- Гарматне: 1 × 30-мм авіаційна гармата ГШ-30-1, 150 патронів
- Бойове навантаження: 8000 кг
- Точки підвіски: 12
  - Підвісні озброєння: можлива підвіска 8 УРВВ — Р-27РЕ, Р-27ТЕ, Р-77), а також малої дальності і ближнього бою (Р-73, Р-73М, Р-60М) і 6 УРВП С-25ЛД, Х-29, Х-59М, Х-31А і П, а також бомб — КАБ-500Кр, ФАБ-500, ФАБ-250, ОФАБ-100 і НАР С-8, С-13, С-25.

## Зразки Су-35

### Су-35
- Т-10М-1 (б/н 701) — перший дослідний екземпляр Су-35 (1988)[4]. Створений на базі серійного Су-27. Перший політ 28 червня 1988 року. У другій половині 1990-х, після завершення випробувань, переданий до експозиції Центрального музею ВВС в Моніно.
- Т-10М-2 (б/н 702) — другий дослідний екземпляр (1989 рік). Створений на базі серійного Су-27.
- Т-10М-3 (б/н 703) — головний передсерійний зразок. Перший політ 1 квітня 1992 року. Літак взяв участь в міжнародному авіасалоні в Фарнборо в 1992 році, в I Міжнародному авіаційно-космічному салоні МАКС-1993 в Жуковському. У липні 2003 року передано до складу АГВП «Російські витязі» і отримав новий б/н 1[3].
- Т-10М-4 (б/н 704) — зразок для статичних випробувань.
- Т-10М-5 (б/н 705) — дослідний екземпляр. Створений на базі серійного Су-27.
- Т-10М-6 (б/н 706) — дослідний екземпляр. Створений на базі серійного Су-27. У 1992 році на аеродромі Мачуліщі (Білорусь) був представлений міністрам оборони країн СНД.
- Т-10М-7 (б/н 707) — дослідний екземпляр. Створений на базі серійного Су-27.
- Т-10М-8 (б/н 708) — передсерійний екземпляр.
- Т-10М-9 (б/н 709) — передсерійний екземпляр. Створений за зразком Т-10М-8.
- Т-10М-10 (б/н 710) — передсерійний екземпляр. Створений за зразком Т-10М-8.
- Т-10М-11 (б/н 711) — передсерійний екземпляр. Створений за зразком Т-10М-8. Зроблено в 1993 році. Спочатку був підготовлений для участі в тендері ВПС ОАЕ. Після тендера[5] літак став літаючою лабораторією з відпрацювання двигунів з системою управління вектором тяги і отримав нову назву — Су-37. Літак брав участь в міжнародному авіасалоні в Фарнборо в 1996 році, в міжнародному авіасалоні в Ле Бурже в 1997 році, в III Міжнародному авіаційно-космічному салоні МАКС-1997, а також в авіашоу в Кубинці, Тушино і т. д. У 2001 на літак були встановлені звичайні двигуни АЛ-31Ф, модернізована система управління і нова кабінна індикація[3]. 19 грудня 2002 літак під управлінням льотчика-випробувача Юрія Ващука зазнав аварію за 80 км від аеродрому Раменське[6][7].
- Т-10М-12 (б/н 712) — передсерійний екземпляр. Створений за зразком Т-10М-8. У липні 2003 року передано до складу АГВП «Російські витязі» і отримав новий б/н 2[3].
- 12-02 (б/н 86) — серійний літак. Побудований в 1995 році, в 1996 переданий в Ахтубінськ. У липні 2003 року передано до складу АГВП «Російські витязі» і отримав новий б/н 3[3].
- 12-03 (б/н 87) — серійний літак. Побудований в 1995 році, в 1996 переданий в Ахтубінськ. У липні 2003 року передано до складу АГВП «Російські витязі» і отримав новий б/н 4[3].
- 12-04 (б/н 88) — серійний літак. Побудований в 1995 році, в 1996 переданий в Ахтубінськ. У липні 2003 року передано до складу АГВП «Російські витязі» і отримав новий б/н 5[3].

### Су-35УБ

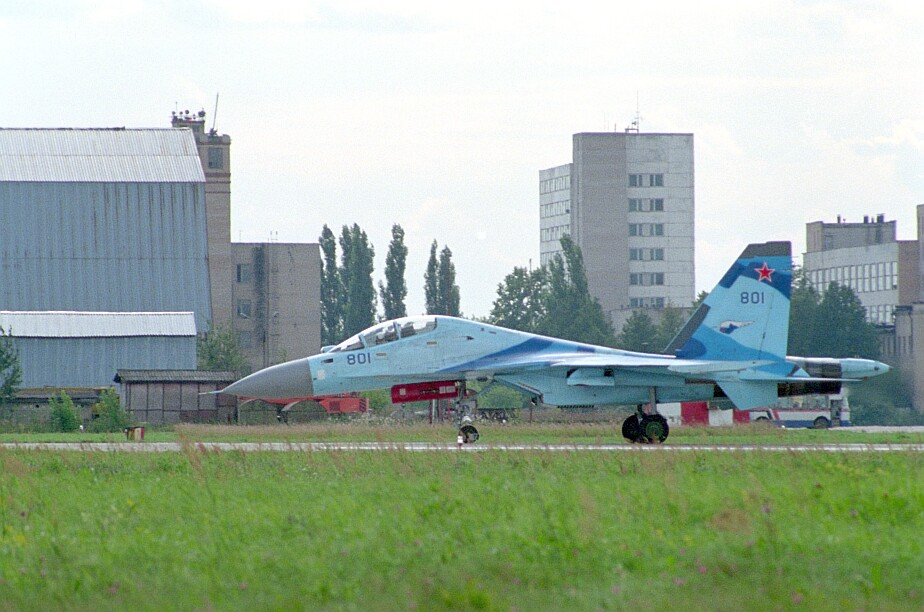
Прототип винищувача Су-35УБ (б/н 801)

- Т-10УБМ (б/н 801) — двомісний варіант Су-35. Створений на базі серійного Су-30МКК[3].

За ідеєю конструкторів, літак увібрав у себе найкраще, що було досягнуто на Су-30МК і Су-37. І це сталося — за проектом Су-35УБ відрізнявся від Су-30МКК двигунами, наявністю ПГО і досконалішої бортової РЛС, а від Су-30МКІ — двигунами і кілями збільшеної висоти, товщини і площі (як на Су-35 і Су-30МКК), що дозволяло збільшити дальність польоту в порівнянні з Су-30МКІ. Встановлення досконалішого обладнання, зокрема, бортову РЛС Н011М, дозволить застосовувати на Су-35УБ всю номенклатуру серійних і перспективних ракет і бомб класів «повітря — повітря» і «повітря — поверхня».
Літак має 12 точок підвіски озброєння, оснащений системою дозаправлення паливом у повітрі і найсучаснішою авіонікою.
Цікаво, що вперше на КНААПО проектування Су-35УБ і випуск робочих креслень велися зі значним використанням комп'ютерних технологій. Перший політ дослідного літака відбувся у 2000 році. Очікується, що після проведення першого циклу заводських льотних випробувань нову дослідну машину продемонструють на одному з міжнародних авіасалонів у 2001 році.
1 листопада 2000 південнокорейські льотчики завершили в підмосковному Жуковському льотні випробування багатоцільового винищувача Су-35. Всебічну оцінку Су-35 проводила група з 5 південнокорейських льотчиків, які зробили протягом місяця 18 польотів на двомісному навчально-бойовому винищувачі Су-35УБ. Разом з ними в повітря піднімалися льотчики-випробувачі «ДКБ Сухого» Ігор Вотінцев, В'ячеслав Авер'янов та Ігор Соловйов. У ході випробувань порівнювалися заявлені АНПК «Сухой» ЛТХ літака з його реальними пілотажними можливостями.
Цей літак був показаний в російському фільмі «Дзеркальні війни. Віддзеркалення перше» — у зйомках використовувався літак Су-35УБ, № 801.

### Су-35БМ

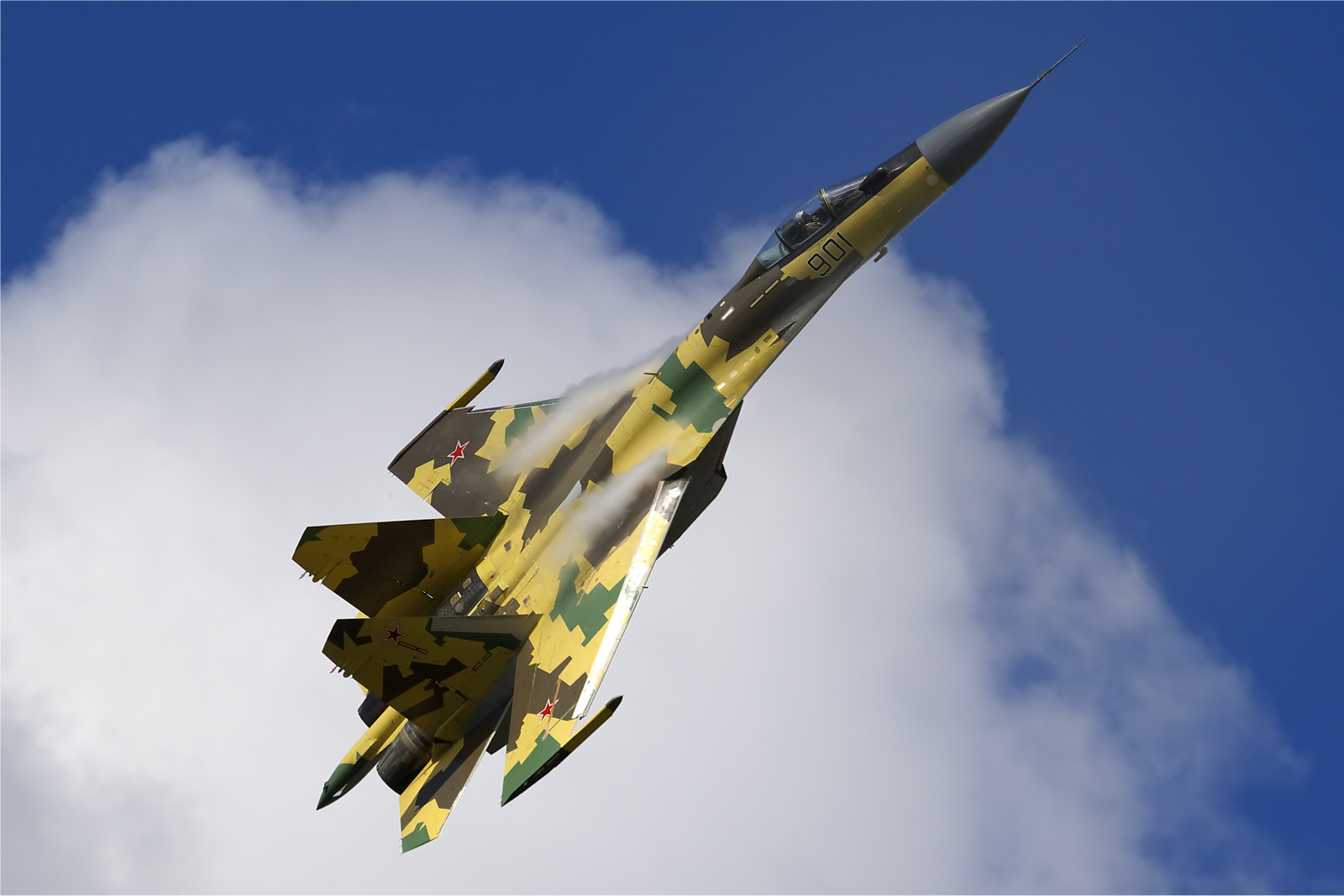
Су-35С — оновлена версія Су-35

Т-10БМ — оновлений Су-35. На відміну від більш ранніх Су-35, у Су-35БМ відсутнє переднє горизонтальне оперення і посилений планер, а також повністю замінена авіоніка літака. На прототипи і серійні літаки встановлюються нові двигуни «Виріб 117с» покоління 4 + +, що дозволяють літаку розвивати надзвукову швидкість без використання форсажу. Двигуни оснащені керованим вектором тяги, що, за словами Михайла Погосяна, незважаючи на відсутність переднього горизонтального оперення, має наблизити маневрені можливості машини до рівня Су-37. Перший політ 19 лютого 2008 року, серійне виробництво почалося в 2010 році, до 2015 замовлено 48 літаків.

## Бойове застосування

### Російсько-українська війна
| дата                                | дата       | приналежність | місце                               | жертви                                           | подробиці |
| ----------------------------------- | ---------- | ------------- | ----------------------------------- | ------------------------------------------------ | --- |
| 1                                   | 26.04.2009 | ВПС Росії     | Хабаровський край                   | —                                                | технічна несправність |
|                                     |            |               |                                     |                                                  | |
| 2                                   | 31.12.2017 | ПКС Росії     | Латакія, Сирія                      | —                                                | знищений мінометним обстрілом по авіабазі «Хмеймім» |
| 3                                   | 31.12.2017 | ПКС Росії     | Латакія, Сирія                      | —                                                | знищений мінометним обстрілом по авіабазі «Хмеймім» |
| 4                                   | 04.09.2020 | ПС КНР        | Гуансі, КНР                         | —                                                | відомо про ймовірну катастрофу Су-35 |
| 5                                   | 31.07.2021 | ПКС Росії     | Сахалінська область                 | —                                                | технічна несправність |
| Втрати під час вторгнення в Україну |            |               |                                     |                                                  | |
| 6                                   | 04.03.2022 | ПКС Росії     | Чернігів, Чернігівська область      | —                                                | збитий з ПЗРК «Ігла-1» |
| 7                                   | 24.03.2022 | ПКС Росії     | Ізюм, Харківська область            | 1 полонений                                      | збитий в бою, відео опубліковане 28.03.22 |
| 8                                   | 03.04.2022 | ПКС Росії     | Ізюм, Харківська область            | 1 полонений                                      | збитий з землі |
| 9                                   | 19.07.2022 | ПКС Росії     | Нова Каховка, Херсонська область    | —                                                | збитий у ході бойових дій |
| 10                                  | 04.02.2023 | ПКС Росії     | Херсонська область                  | —                                                | відео із збитим раніше Су-35С оприлюднене 04.02.23 |
| 11                                  | 13.05.2023 | ПКС Росії     | Брянська область                    | 2 загиблих                                       | знищений у небі Стародубщини |
| 12                                  | 21.05.2023 | ПКС Росії     | Чорне море                          | 2 загиблих                                       | знищено літак Су-35 під час здійснення ним авіабомбових ударів |
| 13                                  | 29.09.2023 | ПКС Росії     | Токмак, Запорізька область          | 1 загиблий                                       | в ніч з 28 на 29 вересня російська ППО збила свій винищувач Су-35С |
| 14                                  | 06.10.2023 | ПКС Росії     | поблизу Маріуполя, Донецька область | —                                                | збитий російською ППО |
| 15                                  | 17.02.2024 | ПКС Росії     | Донецька область                    | пілот вижив згідно публікаціями у російських ЗМІ | заявлене українською стороною знищення (1 з 3) підтверджене публікаціями у російських ЗМІ |
| 16                                  | 19.02.2024 | ПКС Росії     | Азовське море                       | 1 загиблий                                       | Українська протиповітряна оборона збила винищувач Су-35С на Східному напрямку. |
| 17                                  | 07.06.2025 | ПКС Росії     | Курська область                     | —                                                | У Курській області поблизу селища Юрасове українським Повітряним силам вдалося збити російський винищувач Су-35. Командування Повітряних сил повідомило, що успішна операція була проведена вранці |

## Оператори
- РФ — 98 літаків, станом на грудень 2020 року[35].
- КНР — в 2017 році КНР було придбано 10 літаків Су-35С (у вересні 2018 року це спричинило включення Департаменту розвитку обладнання Китаю (EDD) та його керівника до санкційного списку США)[36].
- Іран — 24 літаків, приблизна кількість станом на кінець 2023 року (імовірно, партія виготовлена для Єгипту, але внаслідок російського повномасштабного вторгнення передана Ірану в 2023 році)[37].

### Скасовані постачання
- Єгипет у 2022 році скасував плани придбання винищувачів Су-35 через російське вторгнення в Україну[38].
- Індонезія — 11 винищувачів планувалося поставляти з 2019 в обмін на каву і пальмову олію, однак через російське вторгнення 2022 року контракт був скасований[39][38].
- Бразилія — Су-35 був включений в число учасників тендеру на постачання 36 винищувачів,[40] однак не увійшов до «короткого списку» (до нього потрапили F/A-18, Rafale і JAS 39 Gripen) і вибув з тендеру[41].
- Лівія  — 16 квітня 2008 року в Триполі підписаний контракт на постачання 12 літаків, однак контракт був скасований після скидання режиму Муаммара Каддафі[42][43].

### Російська Федерація
3 серійних машини передано в 1996 році, 2 передсерійні передані в 2003 році зі складу ДКБ Сухого. Всі літаки Су-35 Військово-повітряних сил Росії в наш час[коли?] знаходяться у складі авіаційної групи вищого пілотажу «Російські витязі».
У травні 2009 року голова уряду Росії Володимир Путін заявив, що до 2015 року для ВПС Росії буде вироблено 48 оновлених винищувачів Су-35С. Контракт на поставку у війська 48 літаків Су-35С Міноборони РФ підписало на МАКС-2009.
Контракт на поставку 48 винищувачів був оголошений у 2009 році та виконаний в кінці 2015-го, тоді ж був підписаний другий контракт ще на 50 літаків, який був виконаний наприкінці 2020 року.
31 липня 2021 року відбувся курйозний інцидент з Су-35С зі складу 23-го винищувального авіаційного полку ВКС Росії на аеродромі Комсомольська-на-Амурі. Винищувач розбився на Сахаліні як безпілотний літальний апарат, що набрав майже 13 км висоти та літав до закінчення палива 1 годину 13 хвилин, після чого впав.
4 березня 2022 року в боях за Чернігів на околицях міста за допомогою ПЗРК «Ігла-1» 1985 року випуску капітан Чижиков Сергій став першим, хто збив Су-35. 26 грудня 2022 року у ЗСУ заявили, що Росія планує обміняти дві ескадрильї літаків Су-24 та Су-35 на дешеві дрони Shahed, оскільки не може застосовувати свою авіацію в українському небі.
13 травня 2023 року літак Су-35 зазнав катастрофи в результаті збиття неподалік російсько-українського кордону поблизу с. Шкрябіне Стародубського району Брянської області (РФ), пілот — загинув. 27 листопада 2023 року командування ПС ЗСУ підтвердило, що Су-35, а також два Мі-8МТПР-1, один Мі-8 і один Су-34 були збиті українськими підрозділами ЗРК Patriot за п'ять хвилин «завдяки нестандартним рішучим діям» у рамках «блискучої операції під керівництвом командувача Повітряних сил». Також повідомлено про збиття ЗРК Patriot ще одного Су-35 на Чорним морем біля Одеси «через деякий час після подій у Брянській області».

### Іран
Восени 2022 року командувач Повітряними силами Ірану повідомив про рішення віддати перевагу придбанню Су-35 перед запланованим раніше Су-30.
Наприкінці грудня 2022 року були поширені повідомлення західної розвідки про плани росії передати Ірану винищувачі Су-35 в обмін на військову допомогу. Адміністрація Президента США Джозефа Байдена звинуватила Росію в наданні передової військової техніки Ірану, включно з системами протиповітряної оборони, гелікоптерами та винищувачами.
Нарешті, 18 квітня 2023 року стало відомо про прибуття перших трьох літаків до Ірану.